# Кедровый (Козульский район)
Кедровый — посёлок в Козульском районе Красноярского края России. Входит в состав городского поселения Посёлок Козулька. Находится на левом берегу реки Большой Катух (верхний приток реки Кемчуг), примерно в 14 км к северо-востоку от районного центра, посёлка Козулька, на высоте 290 метров над уровнем моря.

## Население
| 2010 | 2012 | 2013 | 2014 | 2015 | 2016 | 2017 |
| ---- | ---- | ---- | ---- | ---- | ---- | ---- |
| 303  | ↘281 | ↘269 | ↘248 | ↘247 | →247 | ↘238 |
| 2021 |      |      |      |      |      |      |
| ↘154 |      |      |      |      |      |      |

По данным Всероссийской переписи, в 2010 году численность населения посёлка составляла 303 человек (154 мужчины и 149 женщин).

## Улицы
Уличная сеть посёлка состоит из 8 улиц и 1 переулка.